# Étang de Cabras

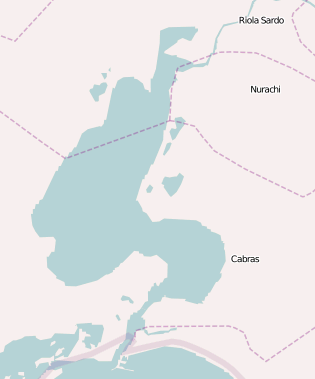
L'étang de Cabras.

L'étang de Cabras, situé dans le nord du golfe d'Oristano, est l'une des zones humides les plus importantes de Sardaigne. Alimenté par la Riu Sa Praia, il communique avec la mer de Sardaigne à travers les canaux naturels et artificiels.